# Salamon János Petényi

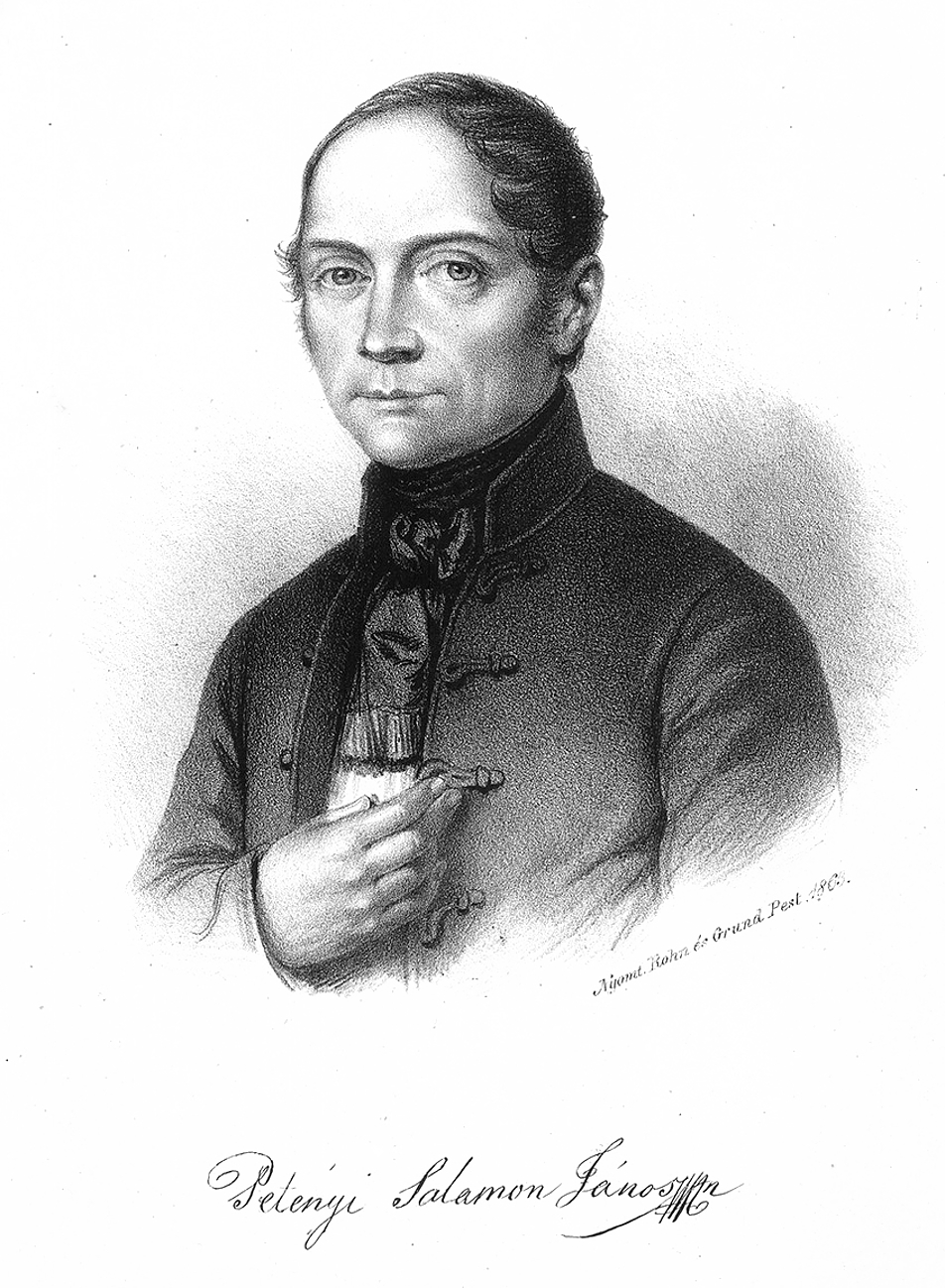
Salamon János Petényi

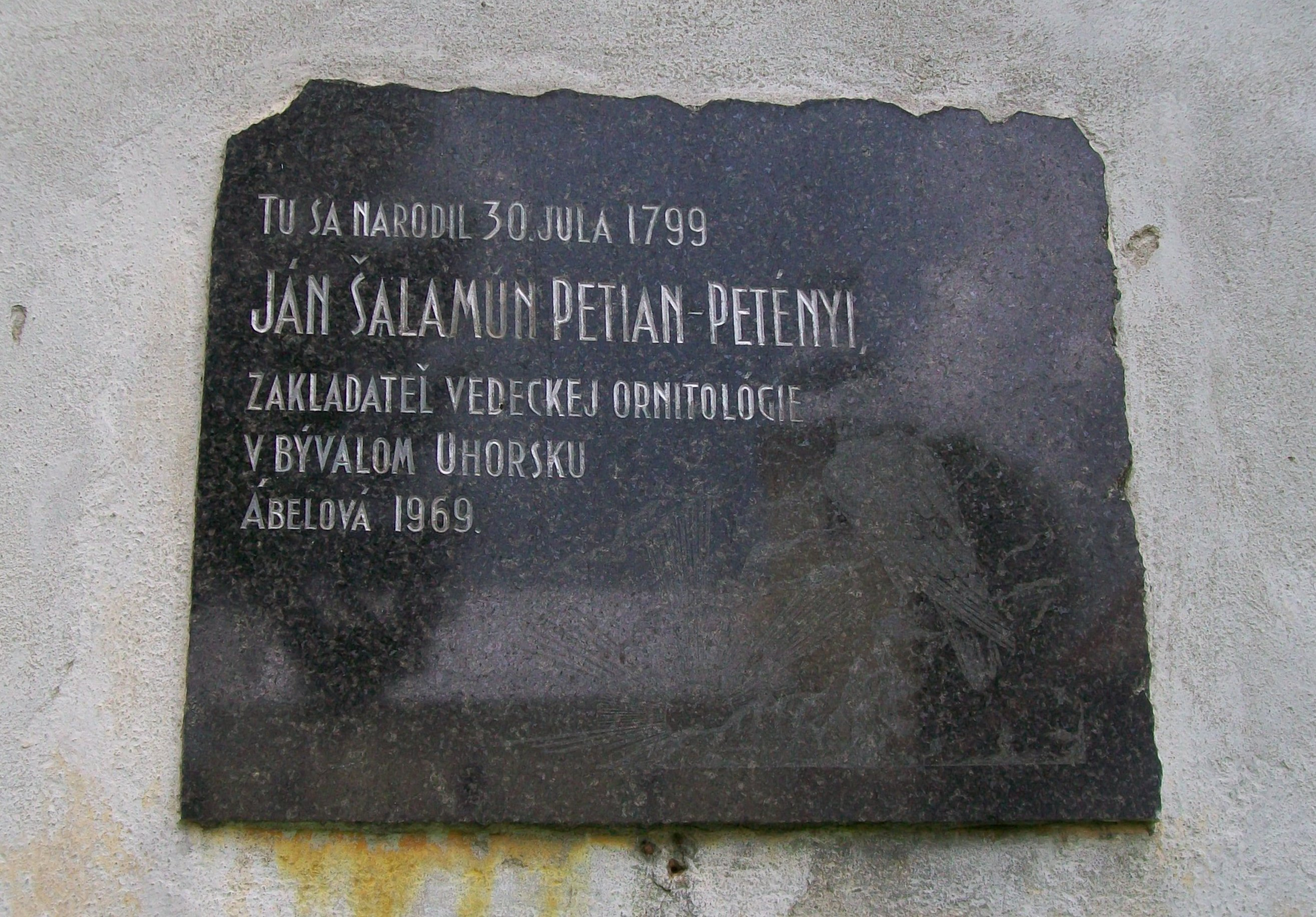
Slowakische Plakette an Petényis Geburtshaus in Ábelová

Salamon János Petényi (* 30. Juli 1799 in Ábelová, Komitat Neograd, Kaisertum Österreich; † 5. Oktober 1855 in Pest, Kaisertum Österreich) war ein ungarischer lutherischer Pfarrer und Zoologe.

## Leben
Salamon János Petényis Vater war lutherischer Pastor im slowakischsprachigen Dorf Ábelfalva. Er studierte evangelische Theologie in Pozsony und Wien. 1826 machte er Examen und war bis 1833 Pfarrer in Cinkota (Ortsteil im heutigen Budapest).
Sein Interesse galt allerdings der Naturforschung, der Ornithologie und auch der Paläontologie. Er arbeitete daher zunächst nebenher in der naturhistorischen Sammlung des Ungarischen Nationalmuseums. 1834 wurde er Konservator, in der Folge Kustos am Nationalmuseum und dessen zoologischer Sammlung. Er gilt als Begründer der Ornithologie in Ungarn. 1846 wurde Petényi korrespondierendes Mitglied der Ungarischen Akademie der Wissenschaften.
Petényis Beiträge wurden zu seinen Lebzeiten nur wenig publiziert. Seinen Nachlass übernahm der Naturforscher Ferenc Kubinyi im Nationalmuseum, er ging aber nach dessen Ableben weitgehend verloren. Kubiny 1864 und Titusz Csörgey 1898 und 1905 gaben Schriften aus dem Nachlass heraus.
Die Erstbeschreibung der Ährenmaus, Mus spicilegus Petenyi, 1882, erfolgte durch Petényi. 1847 benannte sein Freund Johann Jacob Heckel die Art Barbus petenyi aus der Gattung Barben nach ihm.

## Schriften (Auswahl)
- Czikkei az Oken által szerkesztett Isisben. 1830.
- Erdély állattan tekintetében. 1844
- Bihar megye Sebes- és Fekete-Körös közti hegyláncolatain tett természettudományi utazásának rövid vázlata. 1854
- Ferencz Kubínyi (Hrsg.): Petényi Salamon János hátrahagyott munkái, Pest 1864
- Ornithologische Fragmente aus den Handschriften von Salamon János von Petényi; Deutsch bearbeitet von Titus Csörgey, mit einer Einleitung von Otto Herman. Köhler, Gera-Untermhaus 1905.